# إلبر إيفورا
إلبر إيفورا (من مواليد 2 ديسمبر 1999) هو لاعب كرة قدم محترف يلعب حاليًا كحارس مرمى لفريق أيل ليماسول. وُلد إيفورا في هولندا، ويمثل منتخب الرأس الأخضر.